# Exopholidoptera
Exopholidoptera is een geslacht van rechtvleugeligen uit de familie sabelsprinkhanen (Tettigoniidae). De wetenschappelijke naam van dit geslacht is voor het eerst geldig gepubliceerd in 1998 door Ünal.

## Soorten
Het geslacht Exopholidoptera  is monotypisch en omvat slechts de volgende soort:
- Exopholidoptera brevifemora (Ünal, 1998)